# Lucius Aradius Valerius Proculus

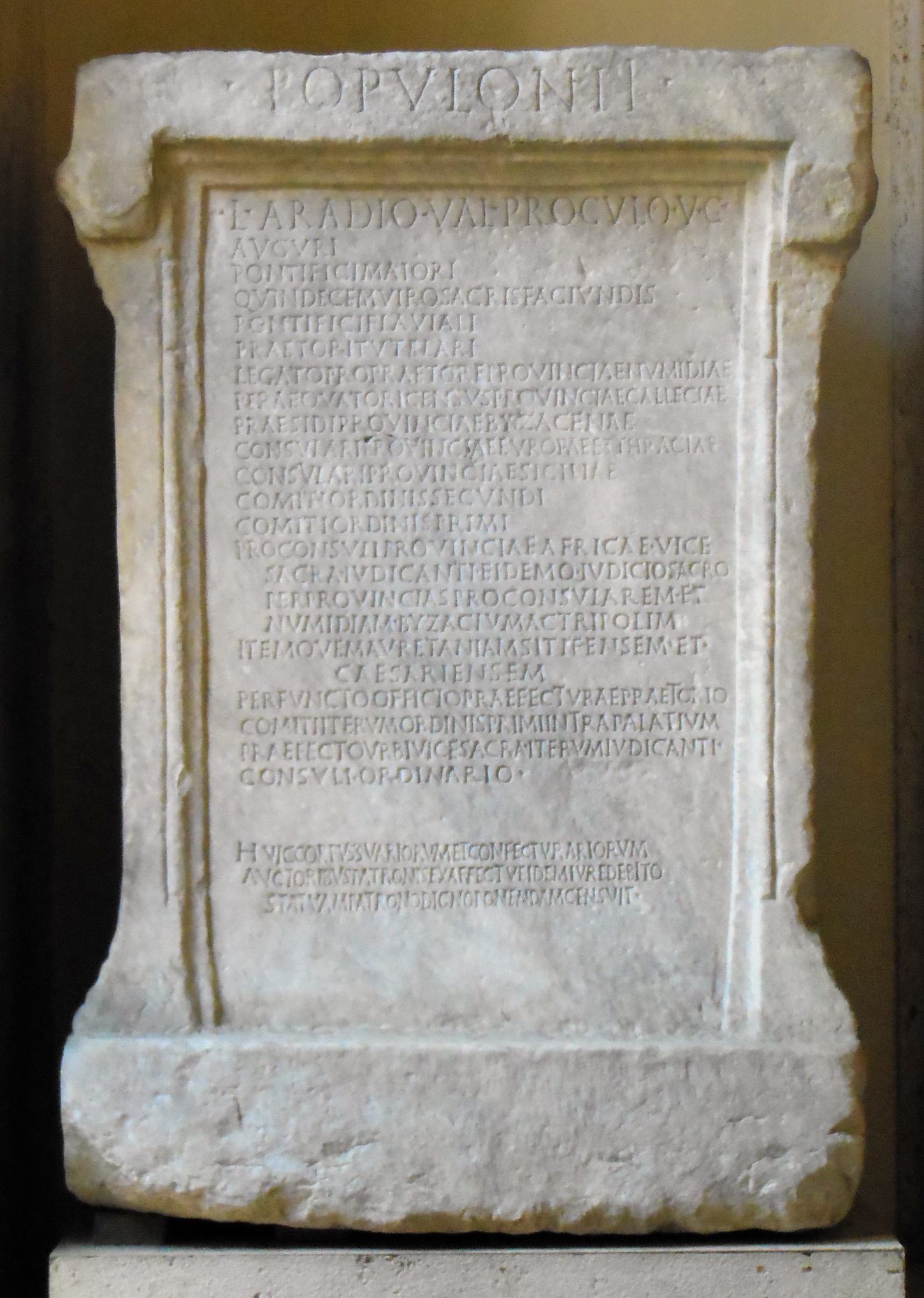
Inschrift für Lucius Aradius Valerius Proculus mit Auflistung seiner Titel, heute im Palazzo Altemps, Rom

Lucius Aradius Valerius Proculus signo Populonius war ein römischer Politiker der Spätantike und Konsul im Jahr 340.
Proculus leitete seine Herkunft von der altpatrizischen gens Valeria ab, und zwar aus dem Zweig der Valerii Poblicolae. Er war in zahlreichen Priesterkollegien vertreten. So war er Augur, Pontifex, Quindecimvir und Pontifex flavialis (Priester im Kult der flavischen Dynastie).
Aber er hatte auch zahlreiche politische Funktionen. So war er praetor tutelaris (Überwachung von Vormundschaftsangelegenheiten), Statthalter der Provinz Numidien, zuständig für den Zensus in Gallaecia, Statthalter von Byzacena, Konsular der Provinzen Europa, Thrakien und Sizilien.
Im Jahr 319  war er Prokonsul der Provinz Africa, wobei er zugleich die Funktion des praefectus praetorio über die afrikanischen Provinzen versah. Er war dann comes im Palatium und Stadtpräfekt von Rom vom 10. März 337 bis zum 13. Januar 338. Konsul wurde er für das Jahr 340. Danach wurde er zum zweiten Mal Stadtpräfekt vom 18. Dezember 351 bis zum 9. September 352.